# Скиба Євгеній Володимирович
Євгеній Володимирович Скиба (нар. 25 березня 2003, Біла Церква, Київська область, Україна) — український футболіст, центральний захисник «Чорноморця».

## Життєпис

### Ранні роки
Народився в місті Біла Церква Київської області. Вихованець «КОДЮСШ-Рось» з рідного міста. Окрім вище вказаного колективу у ДЮФЛУ виступав також за одеські «Чорноморець» та ДЮСШ-11.
У середині вересня 2020 року опинився в структурі «Миная». У сезоні 2020/21 років виступав здебільшого за юнацьку (U-19) команду, але також залучався і до матчів молодіжної команди. Після розформування молодіжного чемпіонату України у сезоні 2021/22 років грав за «Минай U-19». 

### Оренда в «Маріуполь»
Наприкінці серпня 2022 року для отримання ігорового досвіду відправився в оренду до ФСК «Маріуполь». Дебютував на професійному рівні 27 серпня 2022 року в програному (0:3) виїзному поєдинку 1-го туру групи А Першої ліги України проти львівських «Карпат». Євгеній вийшов на поле в стартовому складі та відіграв увесь матч. У сезоні 2022/23 років провів 11 поєдинків у Першій лізі України. По завершенні сезону повернувся у розташування юнацької команди «Минаю».

### Оренда в «Хуст»
22 липня 2023 року відправився в чергову оренду, цього разу до «Хуста». Дебютував за «городян» 28 липня 2023 року в програному (0:1) виїзному поєдинку групи А Першої ліги України проти львівських «Карпат». Скиба вийшов на поле в стартовому складі та відіграв увесь матч. У першій частині сезону 2023/24 років зіграв 17 матчів у Першій лізі та 1 поєдинок у кубку України. Наприкінці листопада 2023 року стало відомо, що Євгеній Скиба залишиить розташування «Хуста».

### Повернення до «Минаю»
Наприкінці січня 2024 року повернувся у розташування юнацької команди «Минаю». У першій команді клубу дебютував 25 лютого 2024 року в нічийному (1:1) виїзному поєдинку 18-го туру Прем'єр-лізі України проти «Дніпра-1». Євгеній вийшов на поле на 85-й хвилині замість Богдана Чуєва. Першим голом у професійному футболі відзначився 2 березня 2024 року на 90+1-й хвилині переможного (2:0) домашнього поєдинку 19-го туру Прем'єр-ліги України проти харківського «Металіста 1925». Скиба вийшов на поле на 46-й хвилині замість капітана команди Дмитра Нємчанінова. За перші 5 матчів у футболці «Минаю» відзначився 1-м голом та 1-ю результативною передачею, завдяки чому керівництво закарпатського клубу вирішило підписати з талановитим захисником новий довгостроковий контракт, розрахований до літа 2027 року.
Разом з Дмитром Нємчаніновим отримував пропозицію взяти участь у матчі з фіксованим результатом, але обоє гравців відмовилися від даної пропозиції.